# Galagete gnathodoxa
Galagete gnathodoxa is een vlinder uit de familie van de dominomotten (Autostichidae). De wetenschappelijke naam van de soort is voor het eerst geldig gepubliceerd in 1926 door Meyrick als Gelechia gnathodoxa, de soort is door Landry in 2002 verplaatst naar het geslacht Galagete. De soort is endemisch op de Galapagoseilanden.